# Kim Brennan
Kimberley Jean "Kim" Crow-Brennan  (Melbourne, 9 de agosto de 1985) é uma remadora australiana, campeã olímpica e bicampeã mundial.

## Carreira
Crow competiu nos Jogos Olímpicos de 2008, 2012 e 2016. Em Londres conquistou a medalha de prata no skiff duplo e foi bronze no skiff simples.
Em 2015 se casou com o também remador Scott Brennan, e já competindo com seu sobrenome de casada disputou os Jogos do Rio de Janeiro, onde competiu no skiff simples e conquistou a medalha de ouro. Na final A, ela fez o tempo de 7:21.54.